# 언드라시 거리

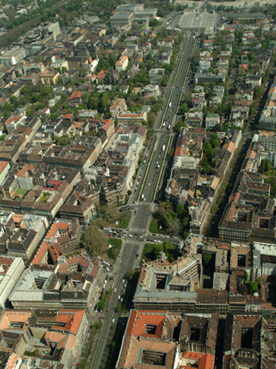
언드라시 거리

언드라시 거리(헝가리어: Andrássy út)는 헝가리 부다페스트에서 에르제베트 광장과 버로슬리게트를 잇는 거리이다. 거리에는 아름다운 외관·계단·인테리어 등을 갖춘 절충주의적인 네오 르네상스 양식의 궁전과 저택이 늘어서 있으며, 지하에 있는 부다페스트 지하철 1호선 등과 함께 2002년에 유네스코의 세계 유산 목록에 등록되었다.
거리에는 루이비통·버버리·구찌·로베르트 카발리 등 고급 브랜드 전문점이 늘어서 있기도 하다.

## 구획
언드라시 거리는 도시의 안쪽에서 바깥으로 다음의 4가지 부분으로 구성되어 있다.
- 에르제베트 광장에서 옥토곤 (Oktogon)까지 주로 상업적으로 이용되고 있는 도시적인 구획이다.
- 옥토곤에서 콘달리 쾨뢴드 역까지의 구획으로, 주택가와 대학을 포함하여 산책로가 있다.
- 콘달리 쾨뢴드 역에서 버이저 거리까지 공원에 접한 저택 군이 늘어서 있다.
- 버이저 거리에서 버로슬리게트까지 정원을 가진 주택 군이나 대사관 등이 있다.